# Briefmarken-Jahrgang 1999 der Bundesrepublik Deutschland
Der Briefmarken-Jahrgang 1999 der Bundesrepublik Deutschland wurde vom Bundesministerium der Finanzen herausgegeben. Die Deutsche Post AG war für den Vertrieb und Verkauf zuständig. Der Jahrgang umfasste 48 einzelne Sondermarken, sechs Blockausgaben mit 12 Sondermarken und eine neue Automatenmarke. Als Besonderheit wurden in diesem Jahrgang zwei Marken mit Hologrammen herausgegeben. Zusätzlich wurde die bereits im Vorjahr erschienene Marke zur Expo 2000 (Michel-Nr.: 2009) am 10. Juni 1999 als Markenheft herausgegeben, diese Marke kann man an der fehlenden Zähnung (geschnitten) oben oder unten erkennen.
Alle ausgegebenen Briefmarken waren ursprünglich unbeschränkt frankaturgültig. Durch die Einführung des Euro als europäische Gemeinschaftswährung zum 1. Januar 2002 wurde diese Regelung hinfällig.
Die Briefmarken dieses Jahrganges konnten allerdings bis zum 30. Juni 2002 aufgebraucht werden. Ein Umtausch war noch bis zum 30. September in den Filialen der Deutschen Post möglich, danach bis zum 30. Juni 2003 zentral in der Niederlassung Philatelie der Deutsche Post AG in Frankfurt.

## Liste der Ausgaben und Motive
Legende
- Bild: Eine bearbeitete Abbildung der genannten Marke. Das Verhältnis der Größe der Briefmarken zueinander ist in diesem Artikel annähernd maßstabsgerecht dargestellt. Sollten keine Marken abgebildet sein, liegt es daran, dass das Urheberrecht des Künstlers noch nicht erloschen ist.
- Beschreibung: Eine Kurzbeschreibung des Motivs und/oder des Ausgabegrundes. Bei ausgegebenen Serien oder Blocks werden die zusammengehörigen Beschreibungen mit einer Markierung versehen eingerückt.
- Wert: Der Frankaturwert der einzelnen Marke in Pfennig. Ein „+“ bedeutet, dass es sich um eine Zuschlagsmarke handelt (= Frankaturwert + Spende).
- Ausgabedatum: Das Datum des erstmaligen Verkaufs dieser Briefmarke.
- Auflage: Soweit bekannt, wird hier die zum Verkauf angebotene Anzahl dieser Ausgabe angegeben.
- Entwurf: Soweit bekannt, wird hier angegeben, von wem der Entwurf dieser Marke stammt.
- Mi.-Nr.: Diese Briefmarke wird im Michel-Katalog unter der entsprechenden Nummer gelistet.

| Sondermarken    | |                  |                       |             |                                  |               |
| Bild            | Beschreibung | Werte in Pfennig | Ausgabe- datum (1999) | Auflage     | Entwurf                          | Mi.-Nr.       |
|                 | Internationales Jahr der Senioren | 110              | 14. Januar            | 19.000.000  | Lutz Menze                       | 2027          |
|                 | 1100 Jahre Weimar – Kulturstadt Europas 1999 auch als Markenheftchen                                                                             | 100              | 14. Januar            | 150.000.000 | Vera Braesecke-Kaul, Hilmar Kaul | 2028 MH 38    |
|                 | 500. Geburtstag von Katharina von Bora | 110              | 14. Januar            | 22.200.000  | H. P. Schall                     | 2029          |
|                 | Serie: Landesparlamente in Deutschland - Hessischer Landtag, Wiesbaden                                                                           | 110              | 14. Januar            | 25.000.000  | Gerd Aretz, Oliver Aretz         | 2030          |
|                 | Serie: Für den Sport - Radsport | 100+50           | 18. Februar           | 2.350.000   | Fritz-Dieter Rothacker           | 2031          |
|                 | - Automobilrennsport | 110+50           | 18. Februar           | 2.790.000   | Fritz-Dieter Rothacker           | 2032          |
|                 | - Pferderennsport | 110+50           | 18. Februar           | 2.450.000   | Fritz-Dieter Rothacker           | 2033          |
|                 | - Motorradrennsport | 300+100          | 18. Februar           | 2.270.000   | Fritz-Dieter Rothacker           | 2034          |
|                 | 100. Geburtstag von Erich Kästner | 300              | 18. Februar           | 50.800.000  | Gerhard Lienemeyer               | 2035          |
|                 | Serie: Landesparlamente in Deutschland - Bürgerschaft der Freien und Hansestadt Hamburg                                                          | 110              | 11. März              | 25.000.000  | Gerd Aretz, Oliver Aretz         | 2036          |
|                 | - Landtag Mecklenburg-Vorpommern, Schwerin | 110              | 11. März              | 25.000.000  | Gerd Aretz, Oliver Aretz         | 2037          |
|                 | 50 Jahre Fraunhofer-Gesellschaft zur Förderung der angewandten Forschung                                                                         | 110              | 11. März              | 20.200.000  | Peter Krüll                      | 2038          |
|                 | 50 Jahre Nordatlantikpakt (NATO) | 110              | 11. März              | 20.000.000  | Paul Effert                      | 2039          |
|                 | Serie: Landesparlamente in Deutschland - Bremische Bürgerschaft                                                                                  | 110              | 27. April             | 25.000.000  | Gerd Aretz, Oliver Aretz         | 2040          |
|                 | Briefmarkenblock – 150 Jahre Deutsche Briefmarken                                                                                                | 300+110          | 27. April             | 3.300.000   | Peter Nitzsche                   | Block 46 2041 |
|                 | Weltausstellung EXPO 2000, Hannover | 110              | 27. April             | 31.100.000  | Joachim Rieß                     | 2042          |
|                 | 100 Jahre Automobilclub von Deutschland (AvD) | 110              | 27. April             | 20.000.000  | Heike Ullmann                    | 2043          |
|                 | 25 Jahre Deutsche Krebshilfe | 110              | 27. April             | 20.000.000  | Ernst Jünger, Lorli Jünger       | 2044          |
|                 | Kosovo-Hilfe | 110+100          | 27. April             | 3.110.000   | Ernst Jünger                     | 2045          |
|                 | Briefmarkenblock – Deutsche National- und Naturparke Nationalpark Berchtesgaden gleichzeitig Europamarke                                         | 110              | 4. Mai                | 8.000.000   | Silvia Runge                     | Block 47 2046 |
|                 | 900 Jahre Johanniter und Malteser | 110              | 4. Mai                | 20.000.000  | Lou Romboy                       | 2047          |
|                 | 50. Jahrestag der Beendigung der Blockade Berlins                                                                                                | 110              | 4. Mai                | 20.000.000  | Angela Kühn                      | 2048          |
|                 | 50 Jahre Europarat | 110              | 4. Mai                | 25.000.000  | Manfred Gottschall               | 2049          |
|                 | Briefmarkenblock – 50 Jahre Grundgesetz | 110              | 21. Mai               | 8.000.000   | Ernst Jünger und Lorli Jünger    | Block 48 2050 |
|                 | Briefmarkenblock – 50 Jahre Bundesrepublik Deutschland – Gegenüberstellung Vergangenheit/Gegenwart - Politische Anfänge und neuer Parlamentssaal | 110              | 21. Mai               | 8.000.000   | Antonia Graschberger             | Block 49 2051 |
|                 | - Kindheit einst und jetzt | 110              | 21. Mai               | 8.000.000   | Antonia Graschberger             | 2052          |
|                 | - Mauerbau und Fall der Mauer | 110              | 21. Mai               | 8.000.000   | Antonia Graschberger             | 2053          |
|                 | - Militärische Konfrontation und Zusammenarbeit                                                                                                  | 110              | 21. Mai               | 8.000.000   | Antonia Graschberger             | 2054          |
|                 | Serie: Für die Jugend – Trickfilmfiguren - Der kleine Eisbär                                                                                     | 100+50           | 10. Juni              | 2.650.000   | Peter Steiner                    | 2055          |
|                 | - Rabe Rudi | 100+50           | 10. Juni              | 2.620.000   | Peter Steiner                    | 2056          |
|                 | - Mecki | 110+50           | 10. Juni              | 2.630.000   | Peter Steiner                    | 2057          |
|                 | - Twipsy | 110+50           | 10. Juni              | 2.550.000   | Peter Steiner                    | 2058          |
|                 | - Tabaluga | 220+80           | 10. Juni              | 2.510.000   | Peter Steiner                    | 2059          |
|                 | 1200 Jahre Bistum Paderborn | 110              | 10. Juni              | 21.000.000  | Peter Steiner                    | 2060          |
|                 | 100. Todestag von Johann Strauß | 300              | 10. Juni              | 50.000.000  | Ursula Maria Kahrl               | 2061          |
|                 | 50 Jahre SOS-Kinderdörfer | 110              | 10. Juni              | 80.500.000  | Marie-Helen Geißelbrecht         | 2062          |
|                 | Serie: Kulturstiftung der Länder - Skulptur "Lachende Alte" von Ernst Barlach                                                                    | 110              | 15. Juli              | 19.000.000  | Fritz Lüdtke                     | 2063          |
|                 | - Skulptur "Kopf eines Denkers" von Wilhelm Lehmbruck                                                                                            | 220              | 15. Juli              | 19.000.000  | Fritz Lüdtke                     | 2064          |
|                 | 115 Jahre Dominikus-Ringeisen-Werk, Ursberg | 110              | 15. Juli              | 50.000.000  | Barbara Dimanski                 | 2065          |
|                 | 100. Jahrestag der Ersten Haager Friedenskonferenz                                                                                               | 300              | 15. Juli              | 50.000.000  | Gerd Aretz, Oliver Aretz         | 2066          |
|                 | 100. Geburtstag von Gustav Heinemann | 110              | 15. Juli              | 33.700.000  | Antonia Graschberger             | 2067          |
|                 | Briefmarkenblock – Design in Deutschland - Fernsehgerät HF1 von Herbert Hirche                                                                   | 110              | 12. August            | 8.000.000   | Ingo Wulff                       | Block 50 2068 |
|                 | - Essbesteck mono-a von Peter Raacke | 110              | 12. August            | 8.000.000   | Ingo Wulff                       | 2069          |
|                 | - Perlenflaschen von Günter Kupetz | 110              | 12. August            | 8.000.000   | Ingo Wulff                       | 2070          |
|                 | - Transrapid von Alexander Neumeister | 110              | 12. August            | 8.000.000   | Ingo Wulff                       | 2071          |
|                 | Briefmarkenblock – Für uns Kinder - Briefmaus | 110              | 12. August            | 13.100.000  | Barbara Dimanski                 | Block 51 2072 |
|                 | 250. Geburtstag von Johann Wolfgang von Goethe Gemälde von Joseph Karl Stieler; Gemeinschaftsausgabe mit Korea                                   | 110              | 12. August            | 50.000.000  | Ursula Maria Kahrl               | 2073          |
|                 | Serie: Deutscher Fußballmeister - FC Bayern München, Fußball-Bundesliga 1998/99                                                                  | 110              | 16. September         | 33.400.000  | Lutz Menze                       | 2074          |
|                 | 50. Verleihung des Friedenspreises des Deutschen Buchhandels                                                                                     | 110              | 16. September         | 30.000.000  | Gerd Aretz, Oliver Aretz         | 2075          |
|                 | 50. Todestag von Richard Strauss | 300              | 16. September         | 30.800.000  | Peter Nitzsche                   | 2076          |
|                 | Serie: Für die Wohlfahrt – Der Kosmos - Andromedagalaxie                                                                                         | 100+50           | 14. Oktober           | 6.150.000   | Benjamin Blase                   | 2077          |
|                 | - Sternbild Schwan | 100+50           | 14. Oktober           | 6.170.000   | Benjamin Blase                   | 2078          |
|                 | - Explodierter Stern im Röntgenlicht | 110+50           | 14. Oktober           | 17.850.000  | Benjamin Blase                   | 2079          |
|                 | - Kometenkollision mit Jupiter | 110+50           | 14. Oktober           | 13.470.000  | Benjamin Blase                   | 2080          |
|                 | - Gesamthimmel im Gammalicht | 300+100          | 14. Oktober           | 7.190.000   | Benjamin Blase                   | 2081          |
|                 | Brücken: Göltzschtalbrücke | 110              | 14. Oktober           | 70.200.000  | Werner Hans Schmidt              | 2082          |
|                 | 50 Jahre Deutscher Gewerkschaftsbund | 110              | 14. Oktober           | 51.300.000  | Hans Günter Schmitz              | 2083          |
|                 | Plusmarken-Serie: Weihnachten - Verkündigung des Engels                                                                                          | 100+50           | 4. November           | 5.080.000   | Peter Steiner                    | 2084          |
|                 | - Geburt Christi | 110+50           | 4. November           | 7.780.000   | Peter Steiner                    | 2085          |
|                 | Serie: Bedrohte Tierarten - Große Hufeisennase                                                                                                   | 100              | 4. November           | 53.700.000  | Hilmar Zill                      | 2086          |
| Dauermarken     | |                  |                       |             |                                  |               |
| Bild            | Beschreibung | Werte in Pfennig | Ausgabe- datum (1999) | Auflage     | Entwurf                          | Mi.-Nr.       |
|                 | Dauermarkenserie: Sehenswürdigkeiten - Expo 2000 Hannover aus Markenheftchen, oben oder unten geschnitten                                        | 110              | 10. Juni 1999         | 802.329.000 | Sibylle und Fritz Haase          | 2009 MH 39    |
| Automatenmarken | |                  |                       |             |                                  |               |
| Bild            | Beschreibung | Werte in Pfennig | Ausgabe- datum (1999) | Auflage     | Entwurf                          | Mi.-Nr.       |
|                 | Automatenmarke: Postembleme (drei Posthörner) | 5-9995           | 22. Oktober           | unbekannt   | Peter Zepp                       | 3             |

### Blockausgaben

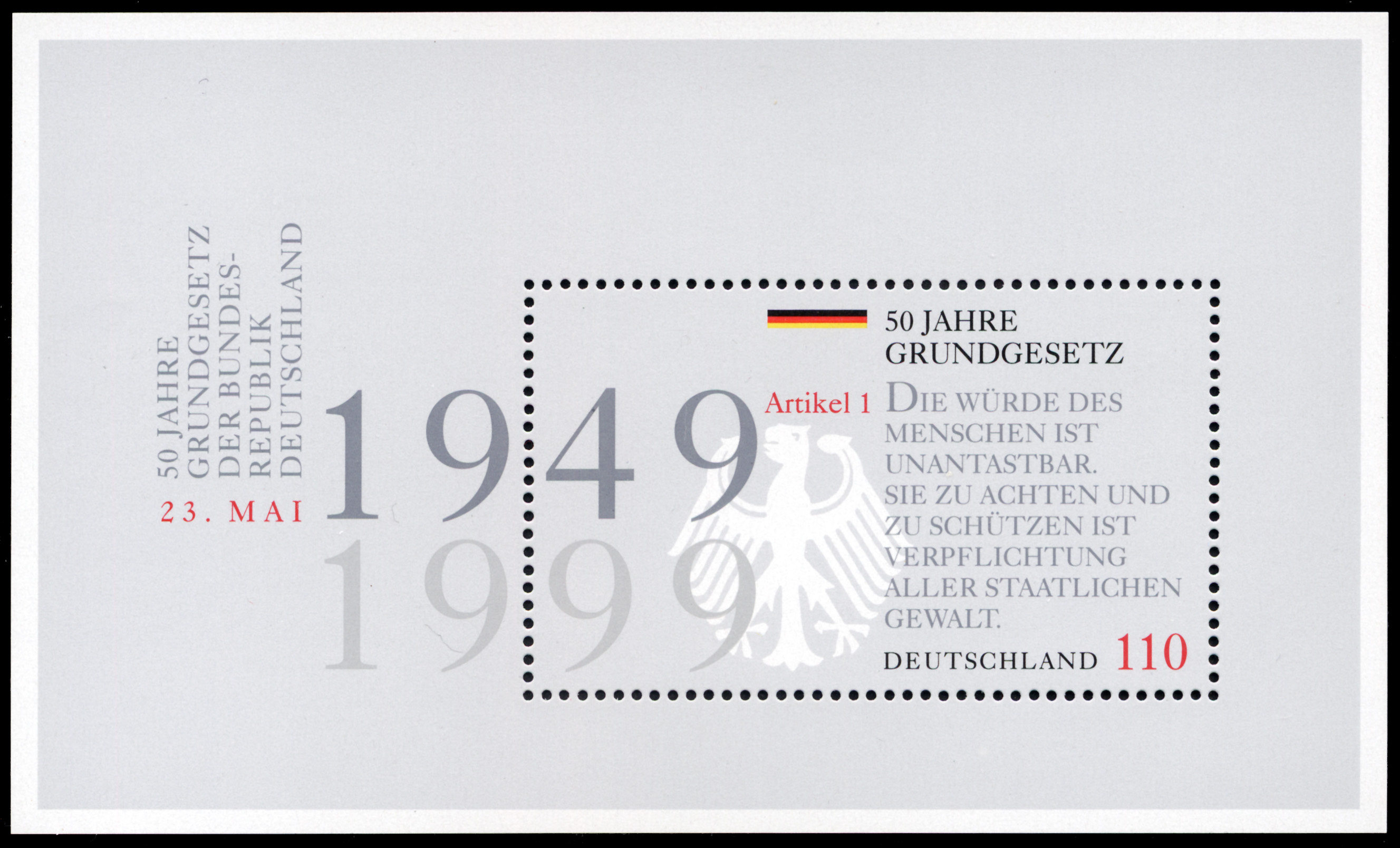
Block 48: 50 Jahre Grundgesetz